# Tux
Tux és la mascota del nucli Linux. Aquest és un pingüí i és l'animal més famós del programari lliure, fins i tot ha protagonitzat diferents jocs.
La idea de Tux va nàixer de Linus Torvalds, que segons conta, de xicotet el va mossegar un pingüí durant una visita a Canberra, Austràlia, i des d'aleshores li va resultar un animal simpàtic. L'origen del nom no és clar, alguns diuen que ve de la paraula anglesa tuxedo, que significa esmòquing (sempre s'ha dit que els pingüins van vestits d'esmòquing) i altres que és la barreja de Torvalds amb Unix.
El dibuix més famós del pingüí Tux va ser realitzat per Larry Ewing el 1996 emprant l'eina GIMP, de programari lliure.